# Wahlalternative Arbeit und soziale Gerechtigkeit
Der Verein Wahlalternative Arbeit und soziale Gerechtigkeit e. V. (WAsG e. V.) ging aus den beiden Vorläufergruppierungen Initiative Arbeit und soziale Gerechtigkeit (in der hauptsächlich bayerische Gewerkschaftsmitglieder vertreten waren) und Wahlalternative (mit Schwerpunkt in Nord- und Westdeutschland) hervor.
Das erste Treffen der Gruppe Wahlalternative fand am 5. März 2004 im Berliner Haus des Deutschen Gewerkschaftsbundes statt.
Am 17. Oktober 2004 hielt der Landesverband in Nordrhein-Westfalen eine erste Landesmitgliederversammlung ab, an der mehr als 400 der insgesamt 1.100 Mitglieder im Bundesland teilnahmen und einen 15-köpfigen Landesvorstand wählten. Die Landesmitgliederversammlung beschloss, trotz ungeklärter Finanzierung bereits am 22. Mai 2005 zur Landtagswahl in Nordrhein-Westfalen antreten zu wollen.

## Gründung
Wahlalternative Arbeit und soziale Gerechtigkeit e. V. wurde am 3. Juli 2004 gegründet.
Das erste Treffen fand am 5. März 2004 im Berliner Haus des Deutschen Gewerkschaftsbundes statt.
Der Verein hatte am 1. September 2004 4.056, im Dezember 2004 ca. 6.000 Mitglieder. Ein erster Landesverband wurde am 13. Juli 2004 im Saarland ins Leben gerufen. Ein weiterer Landesverband folgte in Hamburg am 1. April 2005.

## Nach der Parteigründung
Am 22. Januar 2005 betrieb der Verein die Gründung der Partei Arbeit & soziale Gerechtigkeit – Die Wahlalternative (WASG) bei einem Kongress in Göttingen. Vereinsmitglieder mussten der Partei separat beitreten. Die Mehrheit der Vereinsmitglieder trat parallel aus dem Verein aus. Im Verein blieben Mitglieder, die der Partei WASG nicht beitreten wollten.
Die Partei WASG fusionierte im Juli 2007 mit der PDS zur Partei Die Linke.
Anfang Dezember 2007 wurde bekannt, dass der Verein WAsG unter dem Namen Wolfgang-Abendroth-Stiftungs-Gesellschaft als „Linker Think-Tank“ fortbestehen sollte.

## Auflösung
Dem Vorstandsbericht vom 10. November 2014 zufolge war die Mitgliederzahl der Wolfgang-Abendroth-Stiftungsgesellschaft auf 276 gesunken. Im Lauf des Jahres 2015 wurde in einer weiteren Mitgliederversammlung die Auflösung des Vereins entschieden.
Am 30. November 2018 hat sich in Berlin die «Clara-Zetkin-Stiftung. Gedächtnis demokratischer Sozialistinnen und Sozialisten» konstituiert. Die Clara-Zetkin-Stiftung ist eine unselbständige Treuhandstiftung unter dem Dach der Rosa-Luxemburg-Stiftung. Sie ist ein Zusammenschluss aus der bisherigen «Michael-Schumann-Stiftung» und der «Wolfgang-Abendroth-Stiftungsgesellschaft».